# Sully (Calvados)
Sully è un comune francese di 126 abitanti situato nel dipartimento del Calvados nella regione della Normandia.

## Società

### Evoluzione demografica
Abitanti censiti